# すこやかモーニング
すこやかモーニングは、GBSラジオで日曜朝10:00から放送していたラジオ健康番組である。

## パーソナリティ
- 吉田早苗
  - （きょうもそう快!BUNBUNラジオに出演していた。）

## 番組スポンサー
- 岐阜県健康長寿財団

## 番宣CMについて
- CM最後に「みなさんの健康といきがいをキャッチ！」というキャッチフレーズが使用される。

| スタブアイコン | サブスタブ | この項目は、まだ閲覧者の調べものの参照としては役立たない、ラジオ番組に関連した書きかけの項目です。この項目を加筆・訂正などしてくださる協力者を求めています（P:ラジオ/PJ:放送番組）。 |